# Челюскинский (жилмассив)
Челюскинский — жилой массив в Железнодорожном районе города Новосибирска.
Состоит из кварталов многоэтажной застройки. Большинство зданий здесь было построено с конца 1970-х годов и до 1980-х годов.

## Застройка

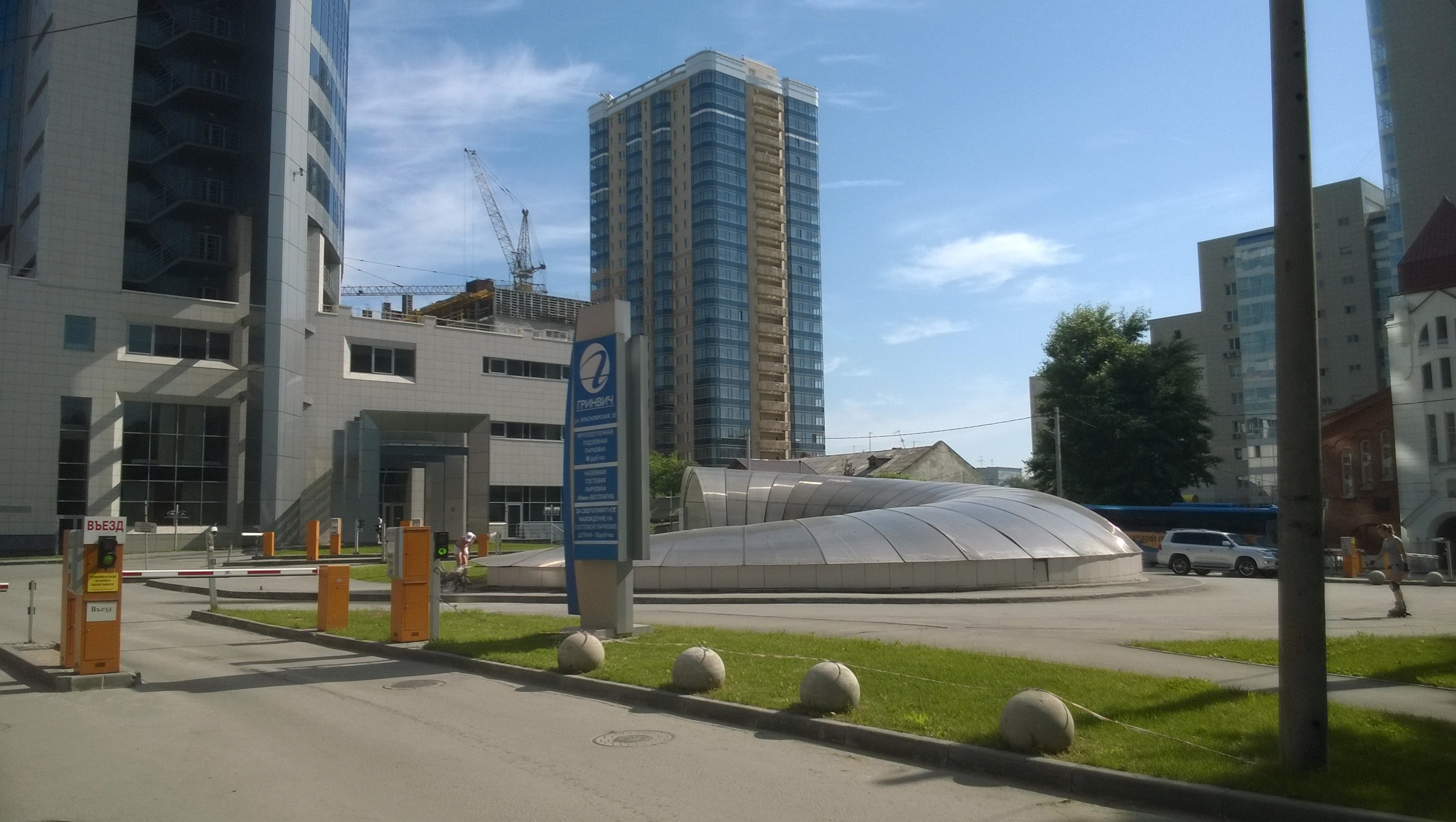

До постройки массива на этой территории находилось множество одноэтажных индивидуальных домов из дерева. В процессе подготовки площадки к возведению Челюскинского и на стадии его строительства производился массовый снос этих домов и переселение их жителей.

### Проектные работы
Проект детальной планировки Челюскинского выполнен в X пятилетке группой архитекторов проектного института Новосибгражданпроект: Г. В. Гаврилов, А. А. Воловик, Е. Б. Нагорская, А. С. Михайлов. Также над проектом работали инженеры В. П. Трибушевский, И. Б. Волкова, Г. Г. Забродина. На общей площади 54,7 га размещается 424 тысяч м² жилого фонда, где проживают 30,5 тысяч человек. Согласно проекту, «застройка идёт с расстановкой отдельных и сблокированных домов прежде всего по периметру комплекса».

### Массовая застройка
В 1978 году на Челюскинском был построен первый экспериментальный крупнопанельный жилой дом, т. н. «трёхлистник». Он был построен бригадой СМУ-30 ДСК-1. Жилой массив застраивался жилыми крупнопанельными домами серии 1—464-Д высотой 9 и 12 этажей. Застройка массива крупнопанельными домами серии 1—464-Д началась в десятой пятилетке и велась блок-секционным методом. Хотя качество последних достаточно долгое время оставалось неудовлетворительным.
Кроме того, в разработанном архитекторами проекте жилмассива были и 16-этажные дома (серии 97). Их не сооружали. Так как технология их возведения была ещё не освоена. В 1983 году на массиве проживало уже свыше 20 тысяч человек. Одним из основных минусов на тот момент была не совсем развитая система социально-культурного и бытового обслуживания жилмассива.

### Современная застройка
После распада СССР, застройка продолжилась, но уже в гораздо меньших масштабах. К настоящему времени на Челюскинском жилом массиве введены в эксплуатацию (и продолжают строиться) ряд монолитных жилых домов высотой 16 и 17 этажей — по улицам Нарымской (ЖК «Нарымская жемчужина»), 1905 года и др. Также строились и высотные административные здания, например, 18-этажное здание бизнес-центра «Гринвич».

## Инфраструктура

### Улицы
Улицы Челюскинского: 1905 года, Дмитрия Шамшурина, Железнодорожная, Красноярская, Ленина, Нарымская, Омская, Салтыкова-Щедрина, Челюскинцев.

### Здравоохранение
- Городская поликлиника № 20.

### Образование
На территории жилмассива работают:
- 2 муниципальных средних образовательных учреждения (СОШ № 137, Лицей № 9).
- Спецшкола № 60 VIII вида (для детей с нарушениями интеллекта).
- 4 детских сада (№ 163 ОАО РЖД, № 423, № 429, № 497).